# Liste des comarques de la province de Séville

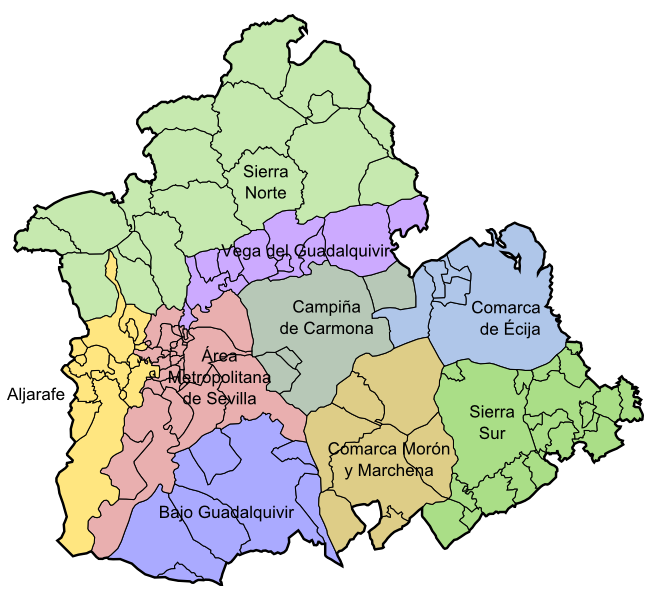
Carte des comarques de la province de Séville.

La province de Séville, en Andalousie (Espagne), est divisée en plusieurs comarques.

## Comarques administratives
La province de Séville est divisée en neuf comarques administratives. Ce sont :
- El Aljarafe
- Bas Guadalquivir
- Campiña de Carmona
- Campiña de Morón et Marchena
- Zone métropolitaine de Séville
- Écija
- Sierra nord de Séville
- Sierra sud de Séville
- Plaine du Guadalquivir

## Comarques agricoles
Parallèlement à cette division administrative et socio-économique, la province de Séville (comme les autres provinces andalouses) est également divisée en 11 comarques agricoles, délimitées selon des critères géographiques et topographiques, et dont les frontières ne coïncident pas, malgré des noms souvent identiques, avec les neuf comarques administratives.
- Los Alcores
- El Aljarafe
- Bas Guadalquivir
- La Campiña de Sevilla
- El Corredor de la Plata (le Corridor de l'Argent)
- Écija
- Estepa
- Las Marismas (les Marais)
- Sierra nord de Séville
- Sierra sud de Séville
- Plaine du Guadalquivir

## Source
- www.sevillainformacion.org, « Les comarques de Séville » (consulté le 15 janvier 2008)